# Oligia arctana
Oligia arctana là một loài bướm đêm trong họ Noctuidae.